# Titularerzbistum Side
Side ist ein Titularerzbistum der römisch-katholischen Kirche.
Es geht zurück auf einen untergegangenen Bischofssitz in der gleichnamigen antiken Stadt in der kleinasiatischen Landschaft Pamphylien im Südwesten der heutigen Türkei. 
| Titularerzbischöfe von Side |                                            |                                                             |                    |                   |
| Nr.                         | Name                                       | Amt                                                         | von                | bis               |
| 1                           | Pedro de Lencastre                         | emeritierter Erzbischof von Braga (Portugal)                | 1670               | 23. April 1673    |
| 2                           | Carlo Francesco Airoldi                    |                                                             | 17. März 1726      | 5. Juli 1726      |
| 3                           | Felipe Itúrbide OCarm                      | emeritierter Bischof von Venosa (Italien)                   | 17. März 1727      | 25. Juni 1727     |
| 4                           | Bernardino Honorati                        |                                                             | 28. Januar 1760    | 28. Juli 1777     |
| 5                           | Giovanni Filippo Gallarati Scotti          | Apostolischer Nuntius Kurienerzbischof                      | 24. September 1792 | 23. Februar 1801  |
| 6                           | Carlo Francesco Maria Kardinal Caselli OSM | Koadjutorbischof von Parma (Italien)                        | 22. Februar 1802   | 9. August 1802    |
| 7                           | Vincenzo Maria Mossi de Morano             | emeritierter Bischof von Alessandria della Paglia (Italien) | 26. Juni 1805      | 29. Juli 1829     |
| 8                           | Innocenzo Ferrieri                         | Apostolischer Nuntius                                       | 4. Oktober 1847    | 13. März 1868     |
| 9                           | Giulio Lenti                               | Weihbischof in Rom (Italien)                                | 28. Januar 1876    | 6. September 1887 |
| 10                          | Serafino Milani OFM                        | emeritierter Erzbischof von Pontremoli (Italien)            | 11. Februar 1889   | 11. Februar 1906  |
| 11                          | Léon-Adolphe Amette                        | Koadjutorerzbischof von Paris (Frankreich)                  | 21. Februar 1906   | 28. Januar 1908   |
| 12                          | Enrico Sibilia                             | Apostolischer Internuntius Apostolischer Nuntius            | 30. Juli 1908      | 16. Dezember 1935 |
| 13                          | Federico Lunardi                           | Apostolischer Nuntius                                       | 16. November 1936  | 9. November 1954  |
| 14                          | Umberto Mozzoni                            | Apostolischer Nuntius                                       | 13. November 1954  | 5. März 1973      |